# Jaguar Formula E Team
Het Jaguar TCS Racing Team is een Brits autosportteam dat deelneemt aan de Formule E. Het markeert de eerste keer sinds het Formule 1-avontuur van Jaguar Racing in 2004 dat Jaguar deelneemt aan een wereldkampioenschap.

## Geschiedenis
Op 15 december 2015 maakte Jaguar bekend dat het vanaf het seizoen 2016-2017, het derde seizoen van de Formule E, mee zou gaan doen aan de Formule E als opvolger van het failliet verklaarde Trulli GP. Adam Carroll is bevestigd als eerste coureur van het team, terwijl Alex Lynn, Harry Tincknell en Mitch Evans werden getest als toekomstige tweede coureur. Op 8 september 2016 werd het team gepresenteerd, met Evans als tweede coureur naast Carroll en Ho-Pin Tung als reservecoureur.